# Ройте
Ро̀йте (на немски: Reutte) е селище в Западна Австрия. Разположено е около река Лех в едноименния окръг Ройте на провинция Тирол. Главен административен център на окръг Ройте. Надморска височина 853 m. Има жп гара. Отстои на около 70 km северозападно от провинциалния център град Инсбрук и на 8 km южно от границата с Германия. Население 5845 жители към 1 април 2009 г.